# アオナガタマムシ
アオナガタマムシ（学名: Agrilus planipennis、英: emerald ash borer）は、北東アジア原産でトネリコ属の木を主食とする緑のタマムシである。
雌はトネリコ属の樹皮の隙間に産卵し、幼虫はその樹皮の下部を食べて1年から2年で成虫になる。
自生地では通常低密度で生息しておりその地域に自生する木に著しい被害を与えないが、自生地以外では外来種としてヨーロッパや北アメリカに自生するトネリコ属の木の多くを破壊する。北アメリカの地方政府では分布の広がりの監視、樹種の多様化、殺虫剤の散布、生物的防除等の方法で抑制を試みている。
本種が北アメリカで発見される以前、その自生地では存在が殆ど知られていなかった。その為、生態に関する研究の多くは北アメリカで行われている。

## 歴史
フランスの司祭で博物学者のアルマン・ダヴィドは、1860年代から1870年代に掛けて清を訪問した際にアオナガタマムシの標本を採取した。彼は北京でこの甲虫類を見付けてフランスに送り、昆虫学者のレオン・フェルメールに拠る最初の簡単な記載が1888年に学術雑誌 Revue d'Entomologie に掲載されたのである。フェルメールは本種の学名を「Agrilus planipennis」とした。1930年、ヤン・オベンバーガーはフェルメールの記載を知らずに学名を Agrilus marcopoli と命名し発表したが、後にシノニムとして処置されている。

## 特徴

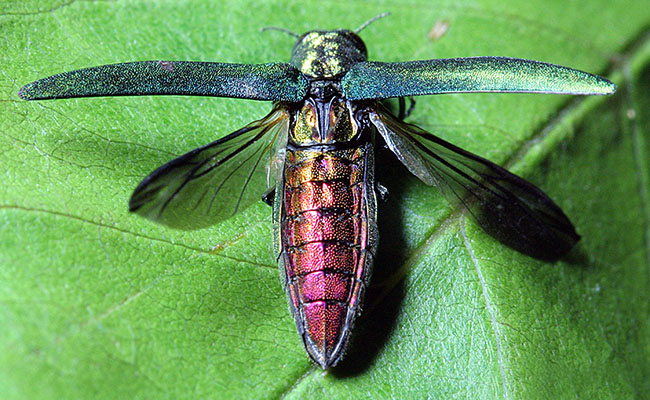
成虫の背面から見て鞘翅と後翅を広げた状態

成虫は通常光沢の鮮やかな緑の外見を持つ。体長は約8.5 mm、幅は約1.6 mm。鞘翅の色は一般的に濃い緑だが、銅に似た色を帯びて見える場合もある。アオナガタマムシは北アメリカに生息するナガタマムシ属の中で唯一、鞘翅と後翅を広げて見た時に上腹部が鮮やかな赤い色をしている。腹部の先端には小さな棘があり、触角は頭部から数えて4節目以降が鋸歯状である。
幼虫は木質を食べた際に樹皮の下に食痕を残すが、その食痕は時として目に見える特徴的な傷になる。

## 生活環
アオナガタマムシの生活環は産卵の時期、木の健康状態、気温次第で1年から2年で完了する。
10 ℃以上の日が続き、400度日から500度日の積算温度に達すると、春の終わりに成虫が木から出て羽化し始める。1,000日前後で羽化のピークを迎える。羽化後の成虫は交尾の前に林冠の葉を1週間ほど食べるが、その際は殆ど落葉しない。雄は木の周りを彷徨き、視覚的な合図を用いて雌を探し、交尾の為に雌に直接飛び降りる。交尾の時間は50分続く場合もあり、一生の内に複数の雄と交尾する雌も存在する。一般的な雌は約6週間生存しておおよそ40個から70個の卵を産むが、長命な個体は200個の卵を産む事もある。
卵は樹皮の隙間や剥がれ落ちた部分、割れ目の間に産み付けられ、約2週間後に孵化する。卵の直径は約0.6 mmから1 mmで、色は最初は白いが受精していると後に赤褐色に変化する。孵化した幼虫は樹皮を噛み切って内部の師部、維管束形成層、外部の木部に移動し、そこで餌を食べて成長する。幼虫には4つの齢がある。幼虫は餌を食べながら長い蛇行した通路を作る。完全に成熟した4齢幼虫の体長は26 mmから32 mmにもなる。4番幼虫は秋になると辺材や外皮の中に1.25 cm程の穴を掘り、自らの体をJ字型に折り畳む。その後幼虫は短くなって前蛹になり、翌春には蛹化し成虫となる。成虫は木から出る為に自身の居場所から樹皮を噛んで穴を開け、小さいが特徴的な楕円形の出口を残す。秋の時点で未熟な幼虫は木の内部に作った通路で越冬し、翌年再び越冬して翌々年の春に成虫になる。この2年間の生活環は、ヨーロッパロシア等の冷涼な気候で良く見られる。

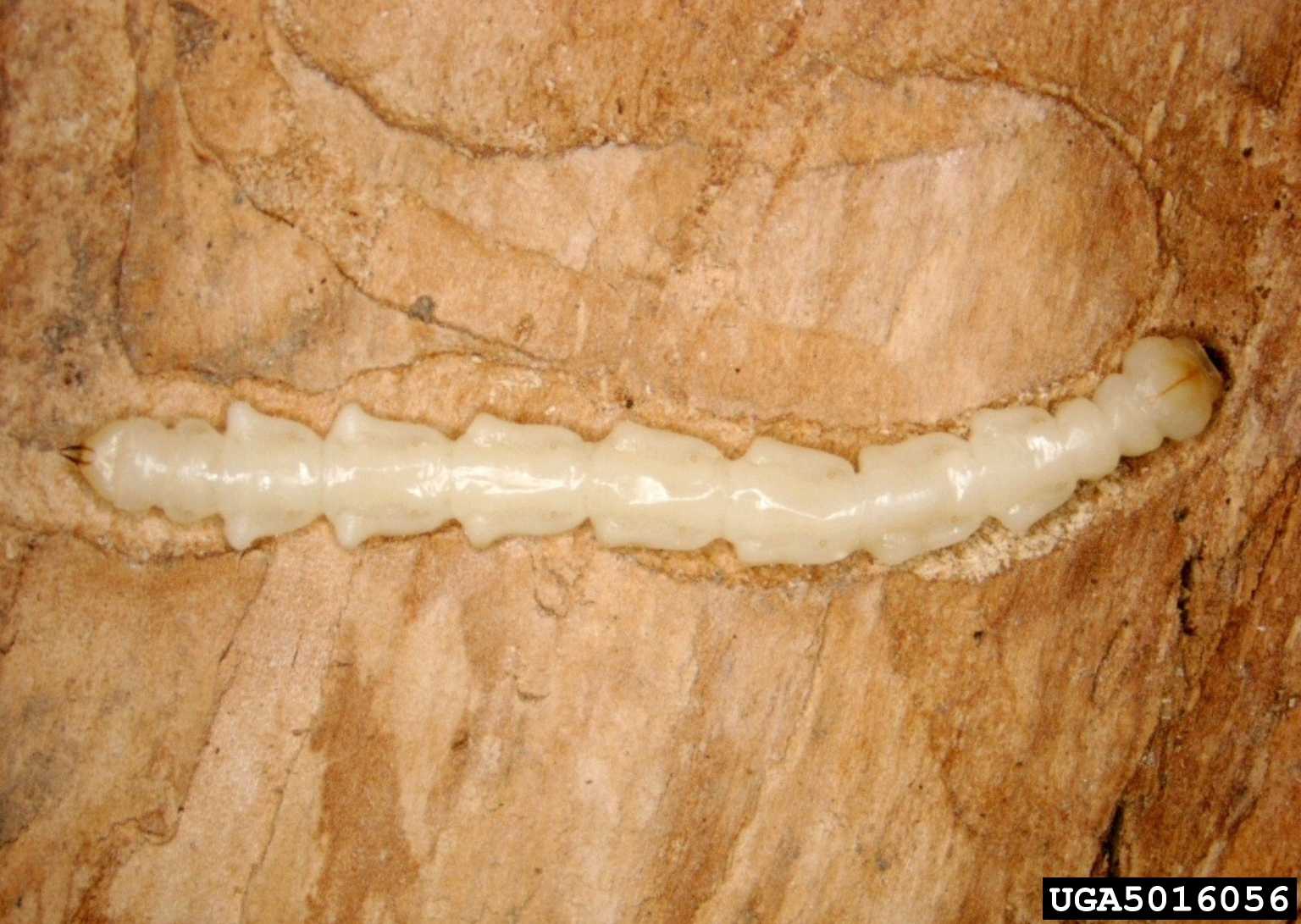
幼虫
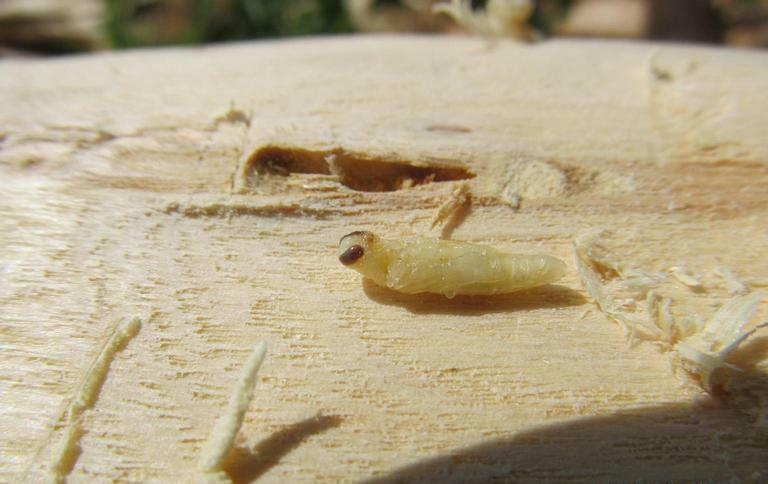
蛹室から出た蛹
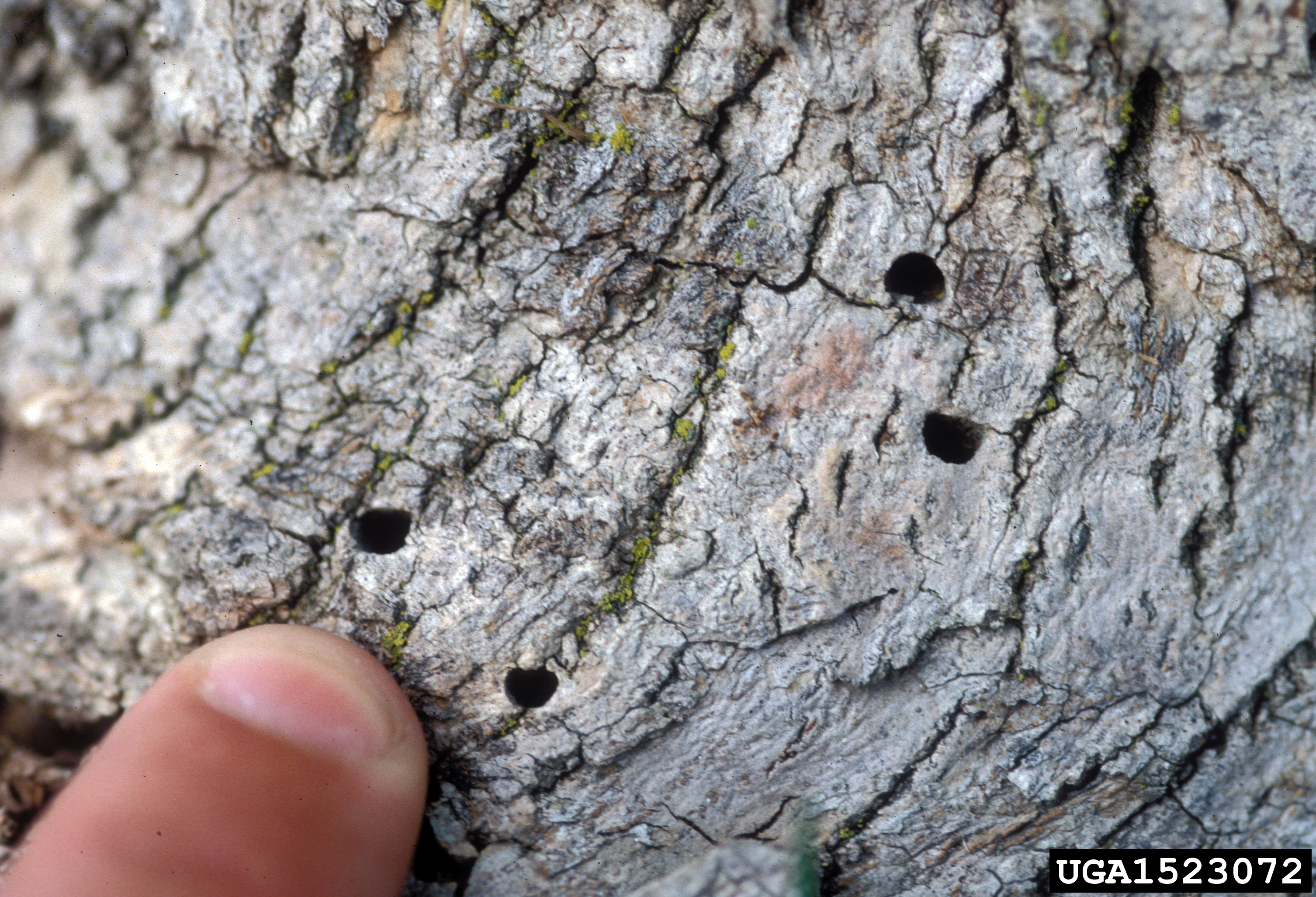
成虫が木を出る時に作るD字型の穴
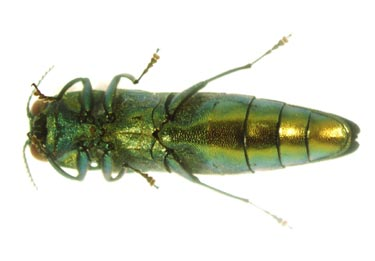
下から見た成虫

## 分布

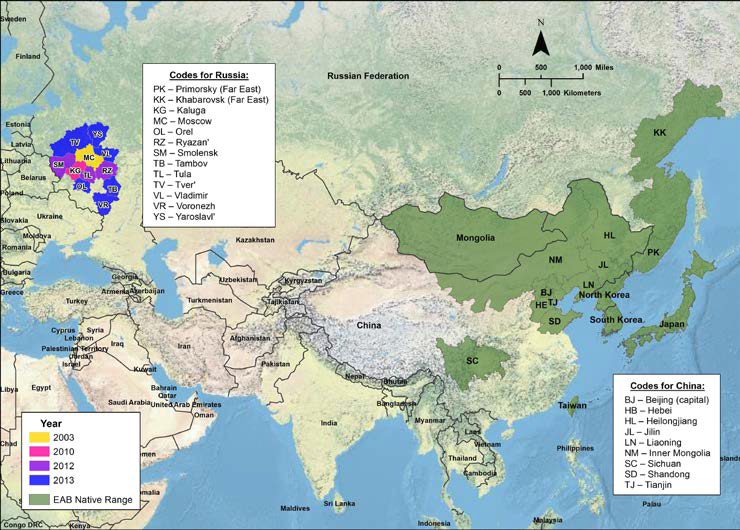
2013年時点の東アジアでの自生範囲とヨーロッパロシアでの生息範囲

アオナガタマムシの自生範囲はロシア、モンゴル、中国北部、日本、朝鮮を含む北東アジアの温帯である。
本種は北アメリカでは侵略的で、ミシガン州とその周辺の州を中心に個体群を持っている。個体数は中心部以外にも散在しており、分布範囲の端は北はオンタリオ州、南はルイジアナ州北部、西はコロラド州、東はニューブランズウィック州に及んでいる。
東ヨーロッパでは、2003年にロシアのモスクワで個体群が発見された。この個体群は2003年から2016年に掛けて年間最大40 kmの速度で欧州連合に向かって西に拡大しており、2031年から2036年の間には中央ヨーロッパに到達すると予想されている。2019年現在EUの記録には無いが、既にロシアからウクライナ極東部に広がっている。

## 宿主
自生地では健康な樹木の命を脅かす程度の個体数に達してはいないが、アオナガタマムシは樹木に取っては厄介な害虫でしか無い。中国では自生のコウリョウトネリコ、ヤチダモを宿主とし、日本では自生のトネリコ、アオダモを宿主とする。北アメリカでは主にビロードトネリコ、ニグラトネリコ、ホワイト・アッシュ、ブルー・アッシュに侵入し、大きな被害を齎す。ヨーロッパではトネリコ属の中でもセイヨウトネリコがコロニーを形成している主な種であり、アオナガタマムシの侵入に対してある程度の耐性を持っている。
トネリコ属への影響は、成虫に対する揮発性有機化合物の魅力や、幼虫のフェノール類の解毒能力に応じて変化する。
本種は、トネリコ属ではない北アメリカ原産のアメリカヒトツバタゴも宿主にしているのが確認されている。実験の結果ではあるが、同じくトネリコ属ではないオリーブも宿主にする事が分かっている。
成虫は成長していない又はストレスを受けたトネリコ属の木に好んで産卵するが、他の樹種でも健康な木には容易に産卵する。自然発生か造園された物かに関わらず、群生地の中で育ったトネリコ属の木は孤立した木や混交林の中にある木よりも攻撃を受け易い。加えて、造園に使用される木は圧縮された土壌、水分不足、ヒートアイランドの影響、汚染等の環境ストレスを多く受ける傾向があり、アオナガタマムシに対する抵抗力を低下させる可能性がある。本種は樹皮の厚さが1.5 mmから5 mmの若木に好んで侵入する。雌雄共に、葉からの揮発成分や樹皮に含まれるセスキテルペンを利用して宿主を探す。侵入された木は、幼虫の食事に因って被害を受ける。幼虫が木の内部に作った通路が栄養と水の流れを妨げ、生き延びるのに必要な水と栄養を葉に運べなくなる為に木は枯れる。

## 侵略種

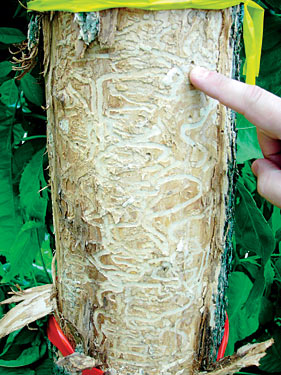
アオナガタマムシに殺されたビロードトネリコ

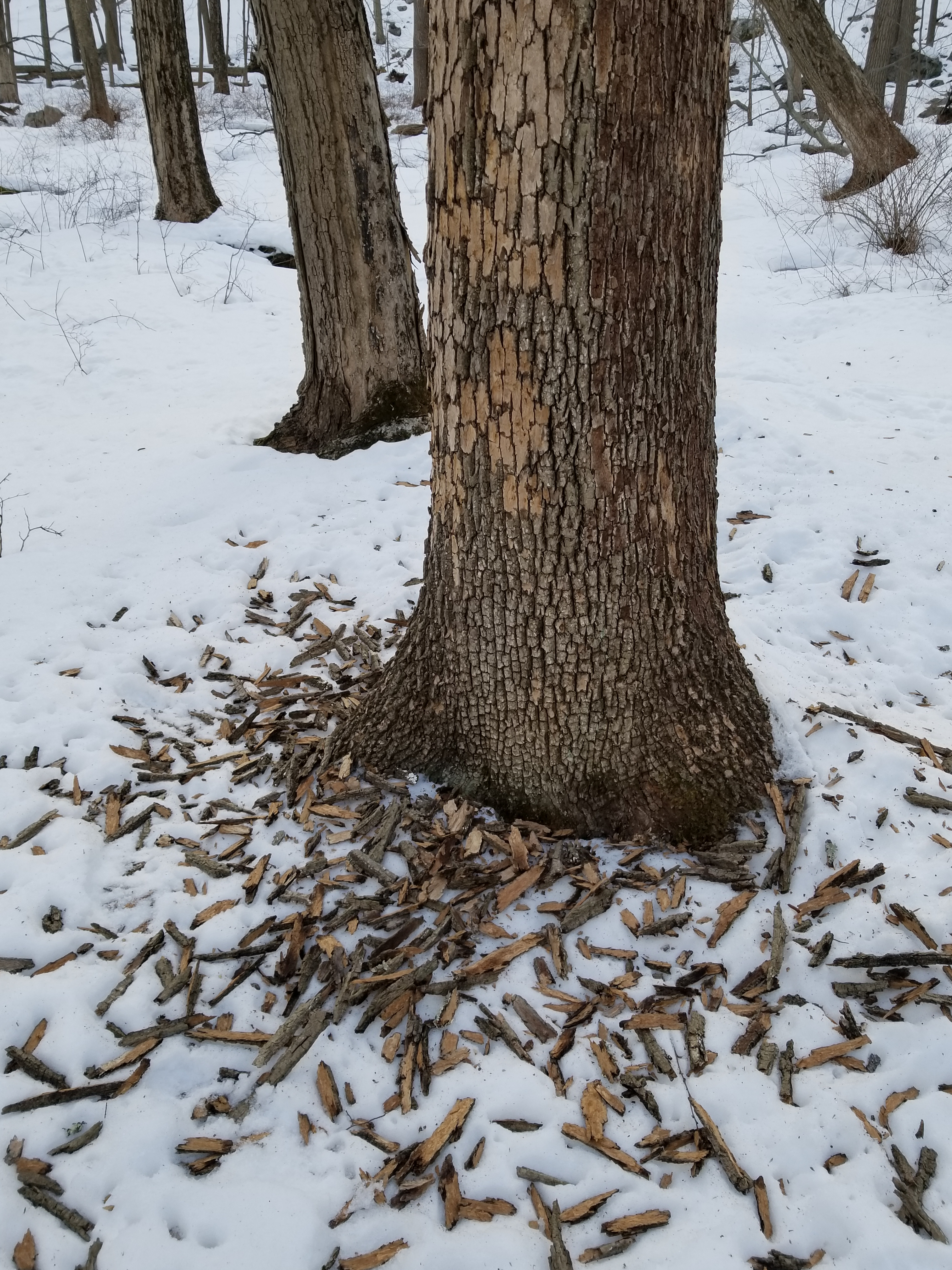
アオナガタマムシに樹皮を剥がされたトネリコ属の木

アオナガタマムシは、自生地以外の分布範囲ではトネリコ属の木を破壊する非常に侵略的な種である。アメリカでは2002年にデトロイトに程近いミシガン州のカントン郡区で初めて確認されたが、海外から物品の輸送に使われる梱包材等に紛れて持ち込まれたのではないかと推測されている。
自生地で本種の個体数を抑制する要因が無ければ、個体数は直ぐに有害なレベルに増加する。最初に侵入された後、一切の対策を講じなければ10年以内にその地域の全てのトネリコ属の木が枯れてしまうと言われている。北アメリカ原産のトネリコ属は総じて本種の影響を受け易いが、中国原産のトネリコ属の中には抵抗力のある物もある。
本種はトネリコ属の中でも特にビロードトネリコとニグラトネリコを好む。ホワイト・アッシュも宿主にされると急速に枯れて行くが、通常はその地域のビロードトネリコとニグラトネリコが全滅してからである。ブルー・アッシュは本種に対して高い抵抗性を示す事が知られているが、これは葉にタンニンが多く含まれており、昆虫が葉を食べられなくなるのが原因と考えられている。 アジア原産のトネリコ属の多くは進化を通してこの防御を発達させているが、ブルー・アッシュを除くアメリカ原産のトネリコ属の種には防御力が無い。研究者は本種の攻撃を受けても大きな被害を受けずに生き残った所謂「生き続けるトネリコ属の木」の個体群を、新しい耐性のある株を接ぎ木したり繁殖させたりする手段として調べた。その結果、これらの生き残ったトネリコ属の木の多くは抵抗性を高める可能性のある特異な表現型を持っていると判明した。アジア原産のトネリコ属にはタンニンが多く含まれているのみならず、本種の幼虫を撃退、捕獲、死滅させる防御力が自然に備わっている。アメリカ原産のトネリコ属の研究でも同様の防御メカニズムを持つ事が示唆されているが、木は攻撃されているのを認識していない可能性が高い。
本種の個体群は、1年に2.5 kmから20 km広がると言われている。主に航空貨物又は薪や苗木等のトネリコ属の樹皮を含む製品の輸送を通して拡散し、新たな地域に到達して衛星となる個体群を形成する。
気温が原因で拡散が制限される場合もある。冬季の気温が約−38 ℃になると生息域の拡大が制限されるが、越冬したアオナガタマムシは体内の不凍液と樹皮の断熱効果で平均気温−30 ℃迄生き延びる。幼虫は53 ℃の高熱にも耐えられる。
アジアで本種の個体数の増加を抑えた特殊な捕食者や寄生虫の多くは北アメリカには存在しておらず、北アメリカに生息する捕食者や寄生虫では本種を十分に抑制出来ない為に個体数は増え続けている。キツツキ科等の鳥類は本種の幼虫を食べるが、成虫はアメリカの動物相だと餌として認識されない。北アメリカの捕食者や寄生虫は時折本種の大量の死亡を引き起こすが、一般的には限定的な防除しか出来ない。キツツキ科の鳥類に起因する死亡数は一定ではなく変化し易い。
アメリカ合衆国農務省動植物検疫所は、無効性を理由に2020年12月14日に同国内のアオナガタマムシの防除を目的とした検疫を全て終了する規則を発表し、1か月後の2021年1月14日に発効した。その代わりに他の手段、特に後述する生物的防除が用いられる。

### 環境と経済への影響
アオナガタマムシは北アメリカのトネリコ属全体に脅威を与えている。今迄に数千万本のトネリコ属の木を枯らしており、同地域にある87億本のトネリコ属の木の殆どを枯らす恐れがある。本種は、トネリコ属の木が種を播く年齢である10年に達する数年前に若い木を枯らす。北アメリカとヨーロッパの両方に於いて、生態系からトネリコ属の木が失われると侵入植物の増加、土壌の栄養分の変化、トネリコ属の木を餌とする種への影響等が発生する。
本種に因る被害とその拡大を防ぐ取り組みは、トネリコ属の木や木材製品を販売する企業、不動産所有者、地方自治体や州政府に影響を与えている。検疫を理由にトネリコ属の木材製品の輸送の制限が可能だが、都市部や住宅地では処理や撤去に掛かる費用や枯れた木が原因の地価の低下等、経済的な影響が特に大きくなる。トネリコ属の木を管理する為の費用は住宅所有者や地方自治体が負担する。自治体に取って、枯れ木やストレスを受けた木を一度に撤去するには多額の費用が掛かる。その為、ストレスを受けた木に寄生する本種を殺虫剤で処理して木の枯れる速度を遅らせる事で、自治体がより時間を掛けて枯れ木を交換する計画を立てる事が可能になる。25州の都市部でトネリコ属の木を一度に撤去して入れ替えると250億ドルになるが、この戦略を実践すれば同地域で10年間に107億ドルしか費用が掛からない為コスト削減に繋がる。ミネアポリスの様な都市部では、都市部の森林の20 ％強がトネリコ属の木である。

### 監視

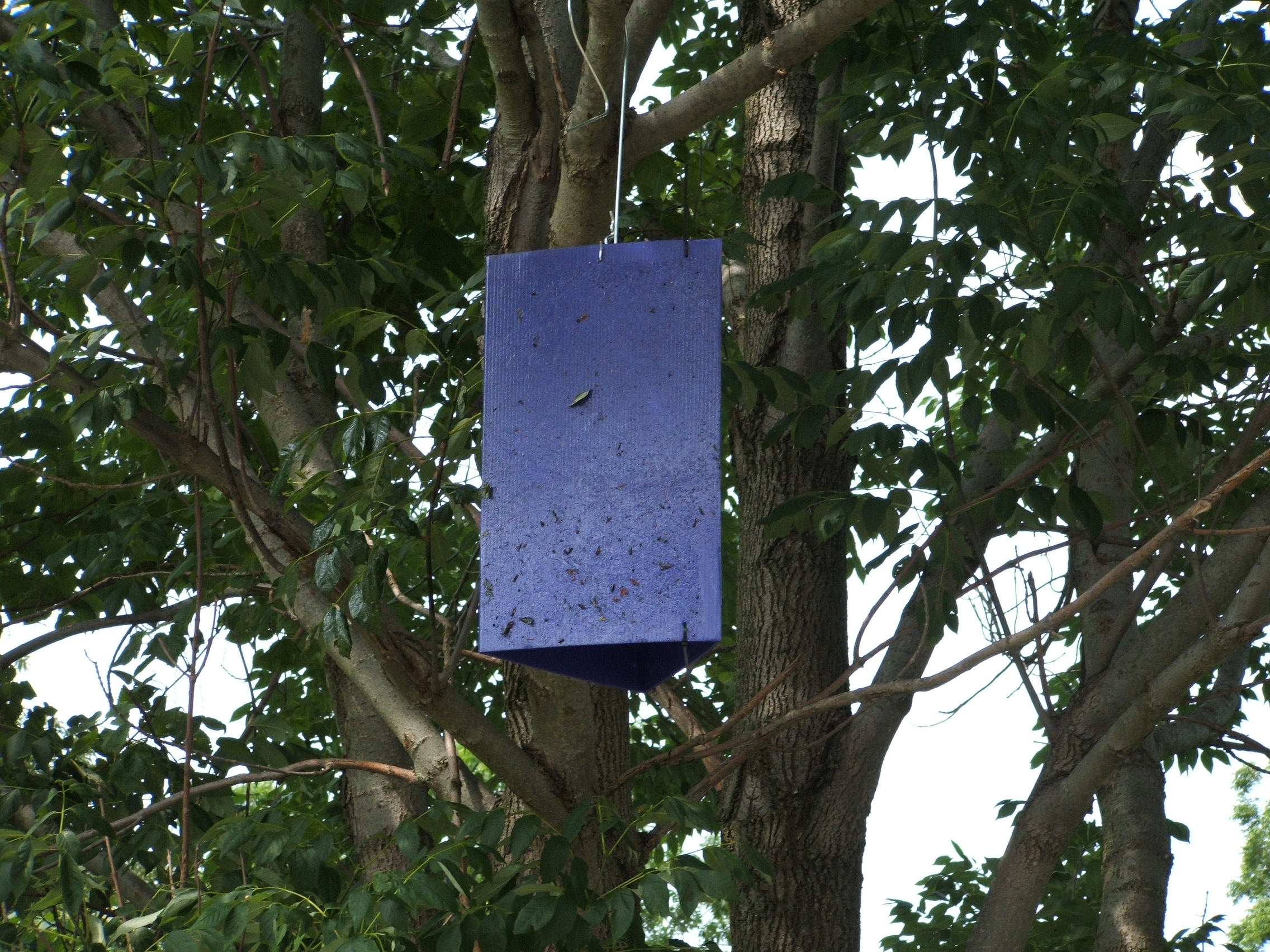
侵入の程度を確かめる為の紫のトラップ

アオナガタマムシが発見されていない地域では、新たな蔓延を監視する為に調査が行われる。監視プログラムの一環として、本種の被害を受けたトネリコ属の木を目視で調査し、紫や緑等の本種が魅力的に感じる色をしたトラップを木に吊るす物がある。このトラップには主に雄を引き寄せる揮発性のフェロモンを塗布する事も出来る。
本種を監視する為に木を削る事もある。ストレスを受けた木は春になると産卵する雌を呼び寄せ、秋には木を削って幼虫を探す事が出来る。幼虫が発見された場合、侵入された木が新たな侵入を誘発するのを防ぐ為にその地域を検疫下に置くケースが多い。その後、同地域内で更に防除措置を執って本種の数を減らし、繁殖期に拡散するのを防ぎ、トネリコ属の木の本数を削減する事で個体数の増加を遅らせる。
アメリカとカナダの政府機関は、本種が蔓延している地域を探し当てる手段として在来種の寄生バチであるCerceris fumipennisを利用している。このハチの雌は本種や他のタマムシを狩るが、その際にハチはタマムシを気絶させて地中の巣穴に持ち帰り、ハチの卵が孵化して幼虫がタマムシを食べる迄保管する。調査協力者はタマムシを連れて巣穴に戻ったハチを捕まえ、アオナガタマムシが存在するかどうかを判断する。ハチが本種の個体数に大きな悪影響を与えないと考えられる為、この方法は生物的防除ではなく生物的監視として知られている。

### 管理

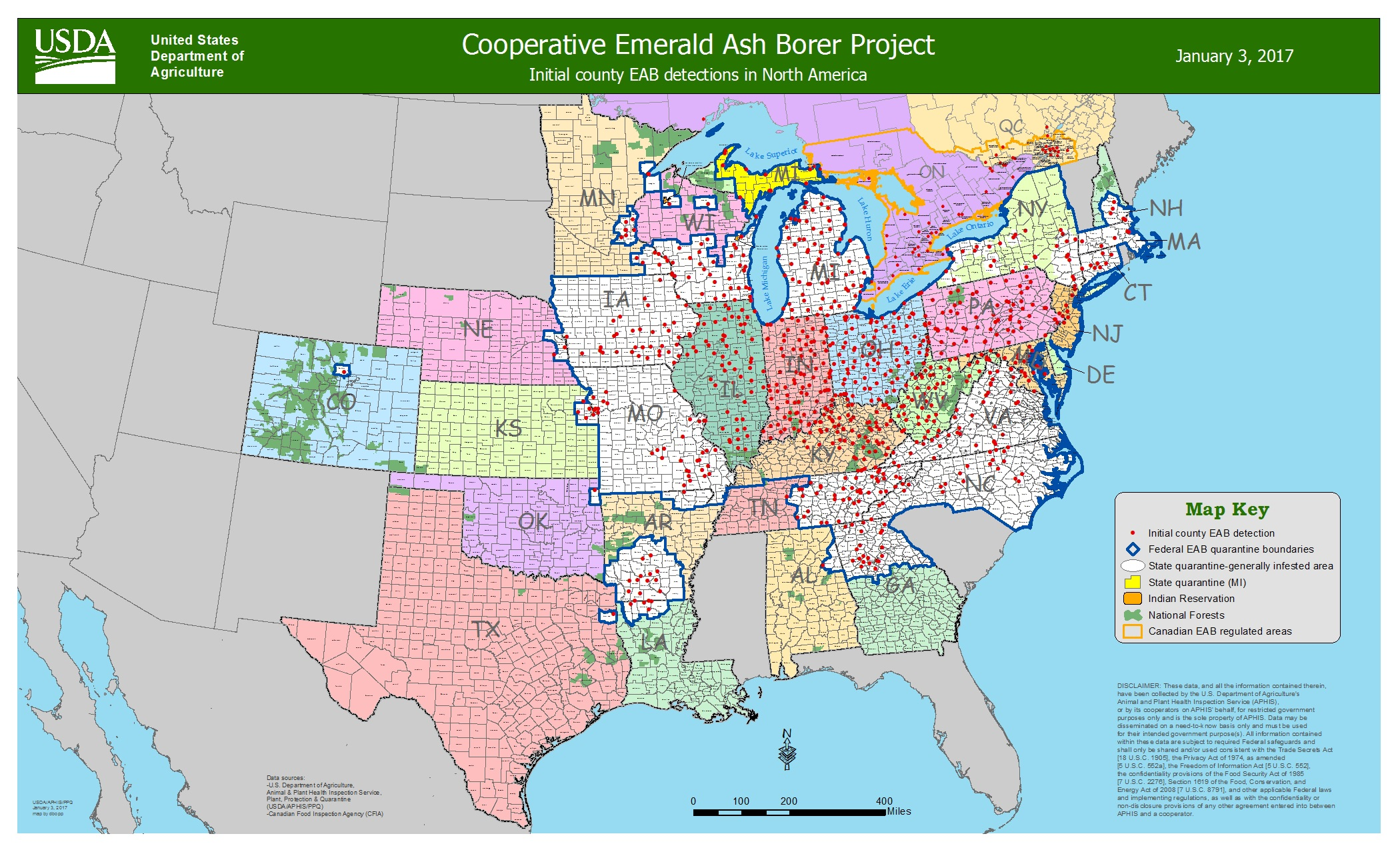
2017年1月3日現在の北アメリカに於けるアオナガタマムシの発見場所と検疫場所

アオナガタマムシが外来種として侵入している地域では検疫、侵入した木の除去、殺虫剤の散布、生物的防除を行い、トネリコ属の木への被害を軽減させている。

#### 検疫と木の除去
アオナガタマムシの蔓延が判明すると州や国の政府機関が検疫を行い、樹皮や師部に生きたアオナガタマムシが存在しない事を確認する為の検査や処理が行われたと示す許可証が無い限り、トネリコ属の薪や生きている木を同地域外に輸送するのは不可能となる。都市部では、本種の個体密度と更なる拡散の可能性を減らす為に、蔓延が確認された時点で樹木を除去する事が多い。都市部のトネリコ属は、本種の食料源を断つ為にカエデ、オーク、シナノキ属等の他の属の種に置き換えられるのが一般的である。農村部ではトネリコ属の木の密度を下げる目的で木材や薪として伐採出来るが、特に本種が蔓延している可能性のある地域ではその木材に検疫が適用される場合がある。
ケンタッキー州の農業普及の専門家は、除去されたトネリコ属の木の代わりに一般的ではない種の木を植える事を勧めている。過去の世代が行ったトネリコ属の過剰な植林に起因するモノカルチャーは、アオナガタマムシが原因で発生した壊滅的な被害の一因となった為、都市部の森林を健全に保つには多様な種類の木を植える事が大切であるとした。ケンタッキー大学の科学者はポーポー、アメリカユクノキ、フランクリンツリー、ケンタッキーコーヒーツリー、アメリカハリグワ、スイバノキ、ラクウショウ等の単型の種を選ぶことを推奨している。

#### 殺虫剤
現在はアザジラクチン、イミダクロプリド、エマメクチン、ジノテフラン等を有効成分とする殺虫剤が使用されている。ジノテフランとイミダクロプリドは浸透性があり木の内部に取り込まれるので、製品次第で1年から3年の間効果が持続する。トネリコ属の木の殺虫は、主に殺虫剤を木へ直接注入し、又は土壌から吸収させて行われる。殺虫剤の中には一般家庭では使用不可の物もあり、認可された塗布器を使用しなければならない。殺虫剤を散布しても、本種に因る被害は時間の経過と共に再び拡大する可能性が高い。都市部以外の広大な森林地帯では殺虫剤での処理は不可能である。

#### 生物的防除

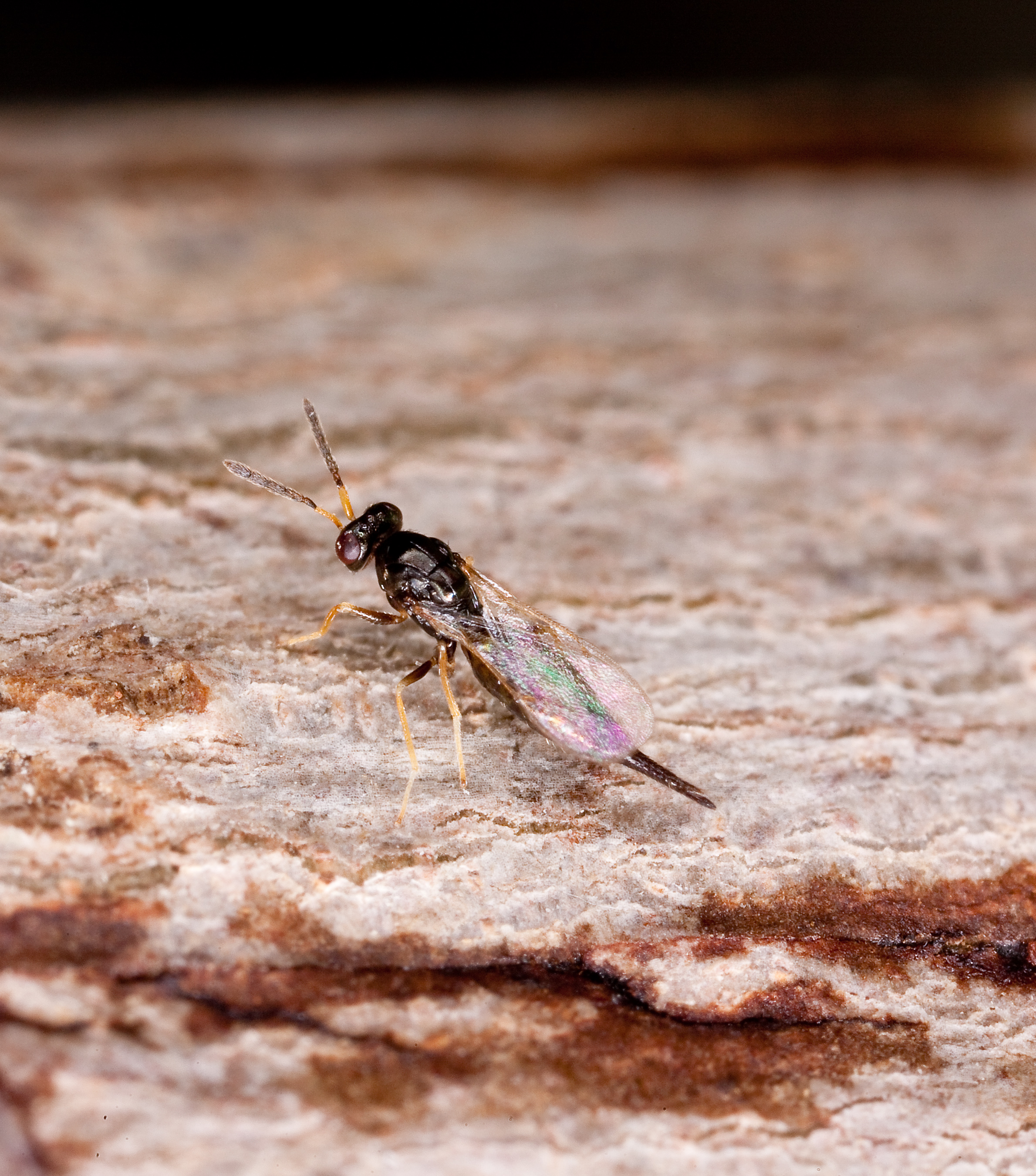
生物的防除の手段として使用される寄生バチ

北アメリカに放った場合のアオナガタマムシの個体数の抑制を期待して、アジアでの本種の自生地で本種に寄生し他の種を攻撃しない寄生虫の種を調査した。2007年にアメリカ合衆国農務省、2013年にカナダで中国から輸入されたSpathius agrili、Tetrastichus planipennisi、Oobius agriliの3種のリリースを承認。続いてSpathius galinaeも2015年に承認されている。直近でリリースされたSpathius galinaeを除く他の3種は、リリースから1年後にアオナガタマムシの幼虫に寄生しているのが確認されており、冬を乗り越えた事を示しているが、定住率は種や場所に応じて異なる。2008年以降、Tetrastichus planipennisiとOobius agriliはミシガン州に定住し、個体数が増加している。Spathius agriliは北アメリカでの定住率が低いが、これは春にアオナガタマムシの成虫の産卵期後に孵化した幼虫を入手出来ない事、耐寒性が低い事、北緯40度線以南の地域に適している事等が原因と考えられる。
アメリカ合衆国農務省は、昆虫の真菌性病原体である白僵病菌を寄生バチと組み合わせて本種の防除に利用する事を評価している。